# Rifnik-hegy

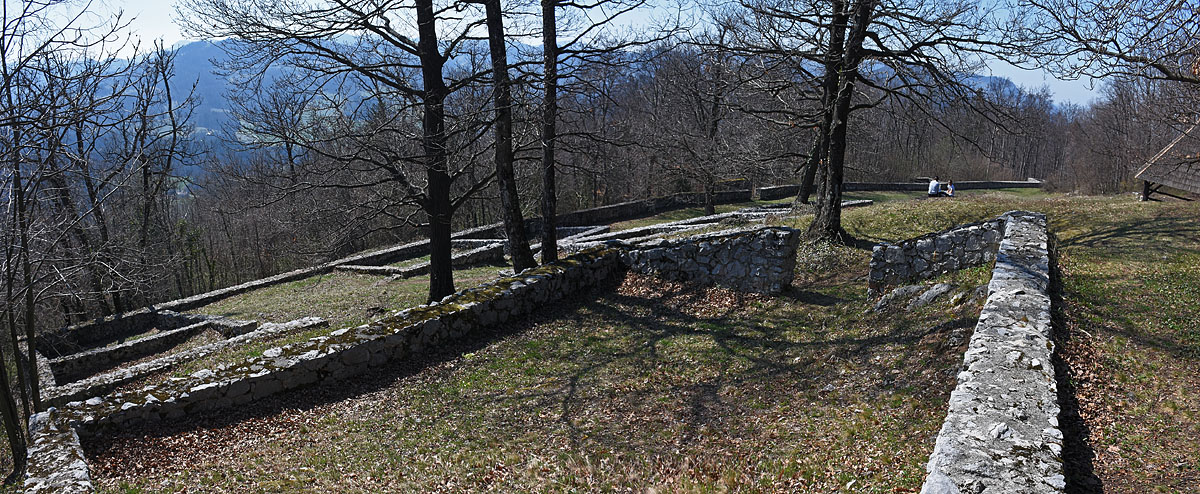
Rifnik-hegy, déli terasz

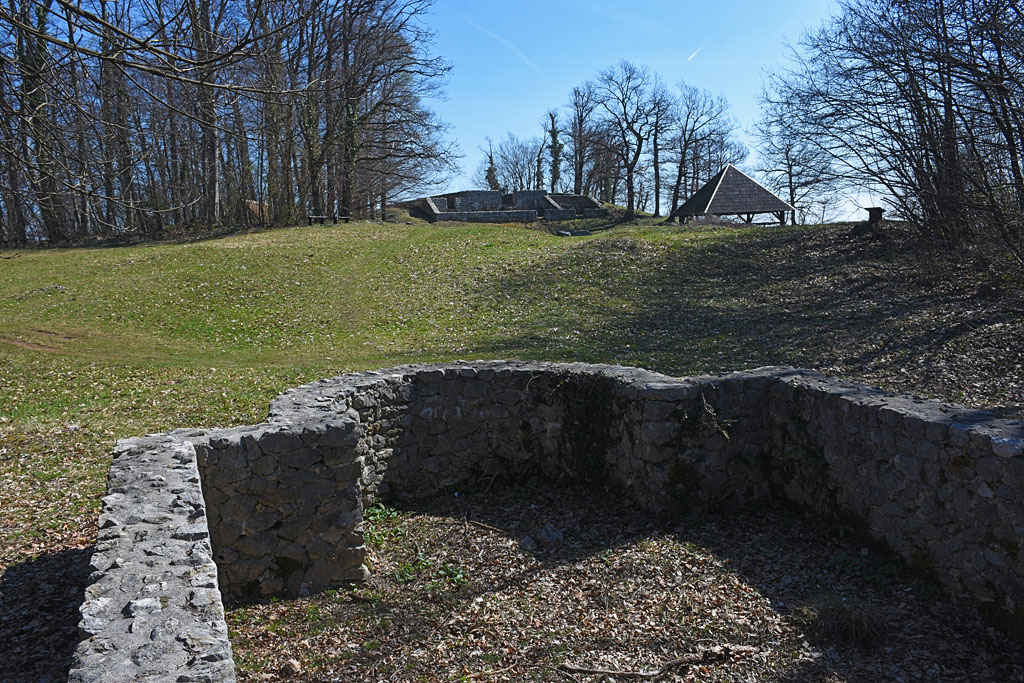
Egy ariánus templom maradványai

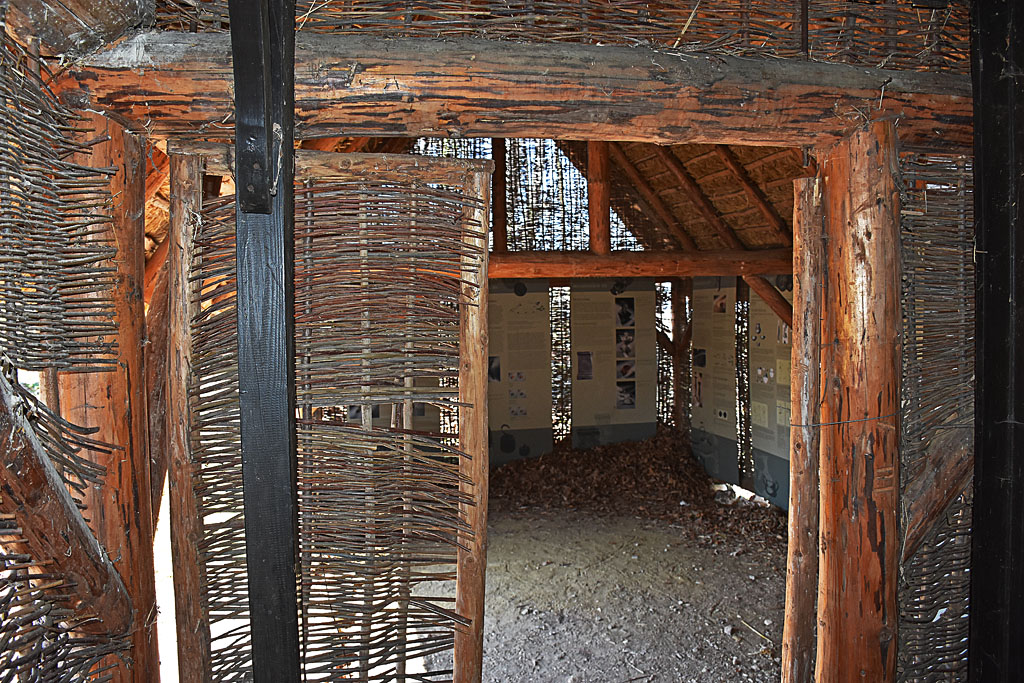
Régészeti kiállítás

A Rifnik-hegy egy régészeti szabadtéri múzeummal rendelkező domb Kelet-Szlovéniában. A régészeti park egy hallstatti ház rekonstrukciójából áll a késő bronzkorból. Északi és keleti lejtőin kora vaskori temetkezési halmok is előkerültek. A késő római korban épült Aqvonnak, a Voglajna folyó istenének szentelt templom, melynek alapjaira később egy ókeresztény templom, a domb nyugati szélén pedig egy másik templom található, ahol az arianizmus hívei gyakorolták a vallásukat.
A domb teteje alatti lejtőn találhatóak a vártorony romjai, mellette áll a Rifnik-kastély, amelyet először 1163-ban említenek, de a 17. század közepén elhagyták.

## A régészeti park
Az állandó kiállítás több mint száz éves régészeti kutatáson alapul, és két részre oszlik.
Az első rész az ásatások kezdetét és a bronzkor és vaskor anyagi kultúráját öleli fel a Kr. e. 4. század végétől a rómaiak érkezéséig, a második pedig a megújult virágzást mutatja be a rómaiak érkezésétől egészen a szlávok megjelenéséig. (1–6. század).

## Fordítás
- Ez a szócikk részben vagy egészben  a   Rifnik Hill című angol Wikipédia-szócikk ezen változatának fordításán alapul.  Az eredeti cikk szerkesztőit annak laptörténete sorolja fel. Ez a jelzés csupán a megfogalmazás eredetét és a szerzői jogokat jelzi, nem szolgál a cikkben szereplő információk forrásmegjelöléseként.